# Ľuboreč
Ľuboreč (bis 1927 slowakisch „Luboreč“; ungarisch Nagylibercse) ist eine Gemeinde im Süden der Slowakei mit 344 Einwohnern (Stand 31. Dezember 2024). Sie gehört zum Okres Lučenec, einem Kreis des Banskobystrický kraj.

## Geographie

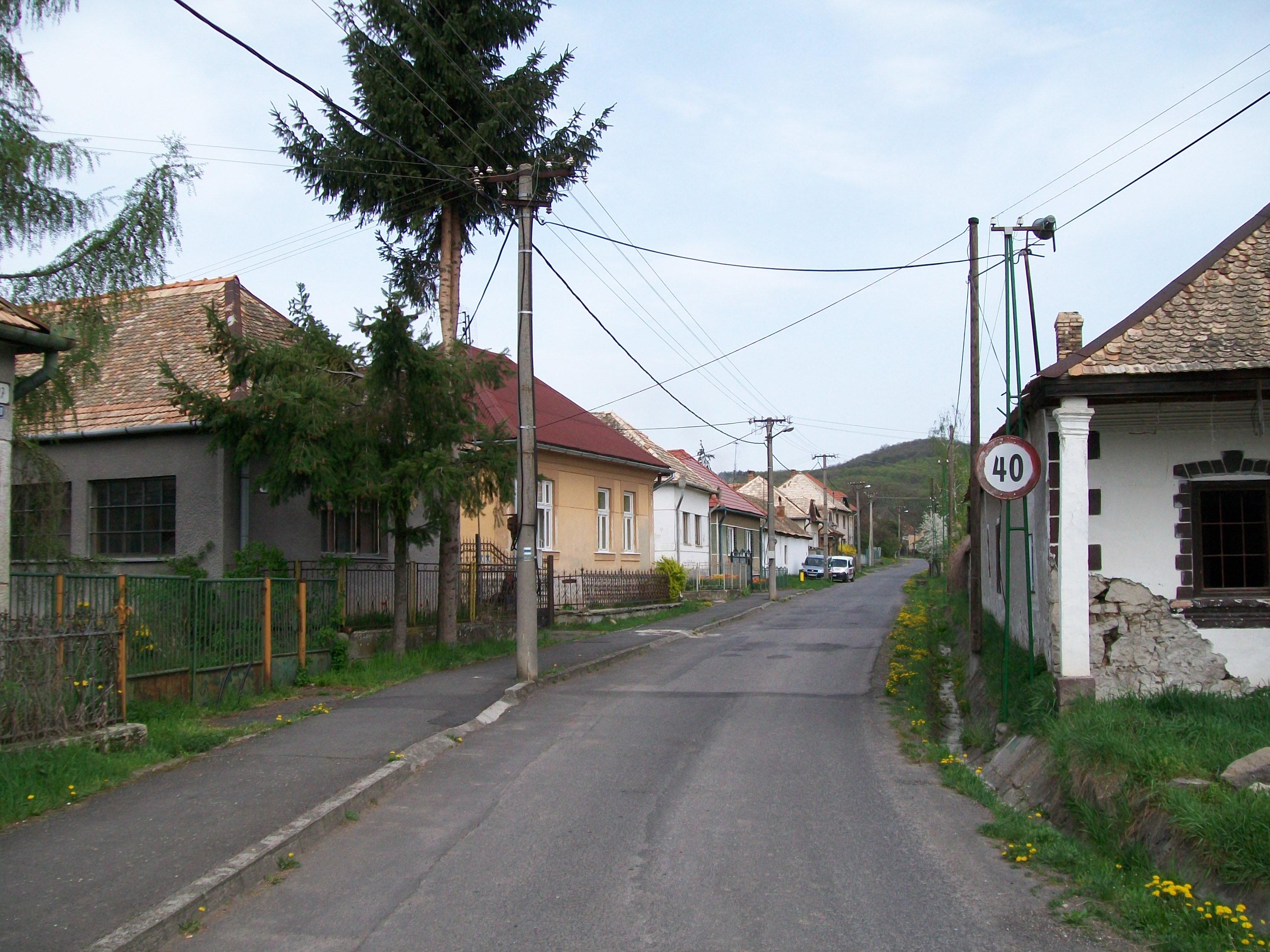
Straße im Dorf

Die Gemeinde befindet sich am Übergang vom Talkessel Juhoslovenská kotlina in das Gebirge Ostrôžky am Bach Ľuboreč. Das knapp 31,7 km² große Gemeindegebiet umfasst den Großteil des Bachtales und beinhaltet den kleinen Stausee Ľuboreč flussabwärts des Ortes. Das Ortszentrum liegt auf einer Höhe von 252 m n.m. und ist 16 Kilometer von Lučenec sowie 22 Kilometer von Veľký Krtíš entfernt.

## Geschichte
Der Ort wurde zum ersten Mal 1291 als Lyberchen schriftlich erwähnt. 1828 sind 69 Häuser und 585 Einwohner verzeichnet.

## Bevölkerung
| Jahr                | 1994 | 2004     | 2014     | 2024    |
| ------------------- | ---- | -------- | -------- | ------- |
| Anzahl der Personen | 265  | 293      | 333      | 344     |
| Unterschied         |      | +10,56 % | +13,65 % | +3,30 % |

| Jahr                | 2023 | 2024    |
| ------------------- | ---- | ------- |
| Anzahl der Personen | 349  | 344     |
| Unterschied         |      | −1,43 % |

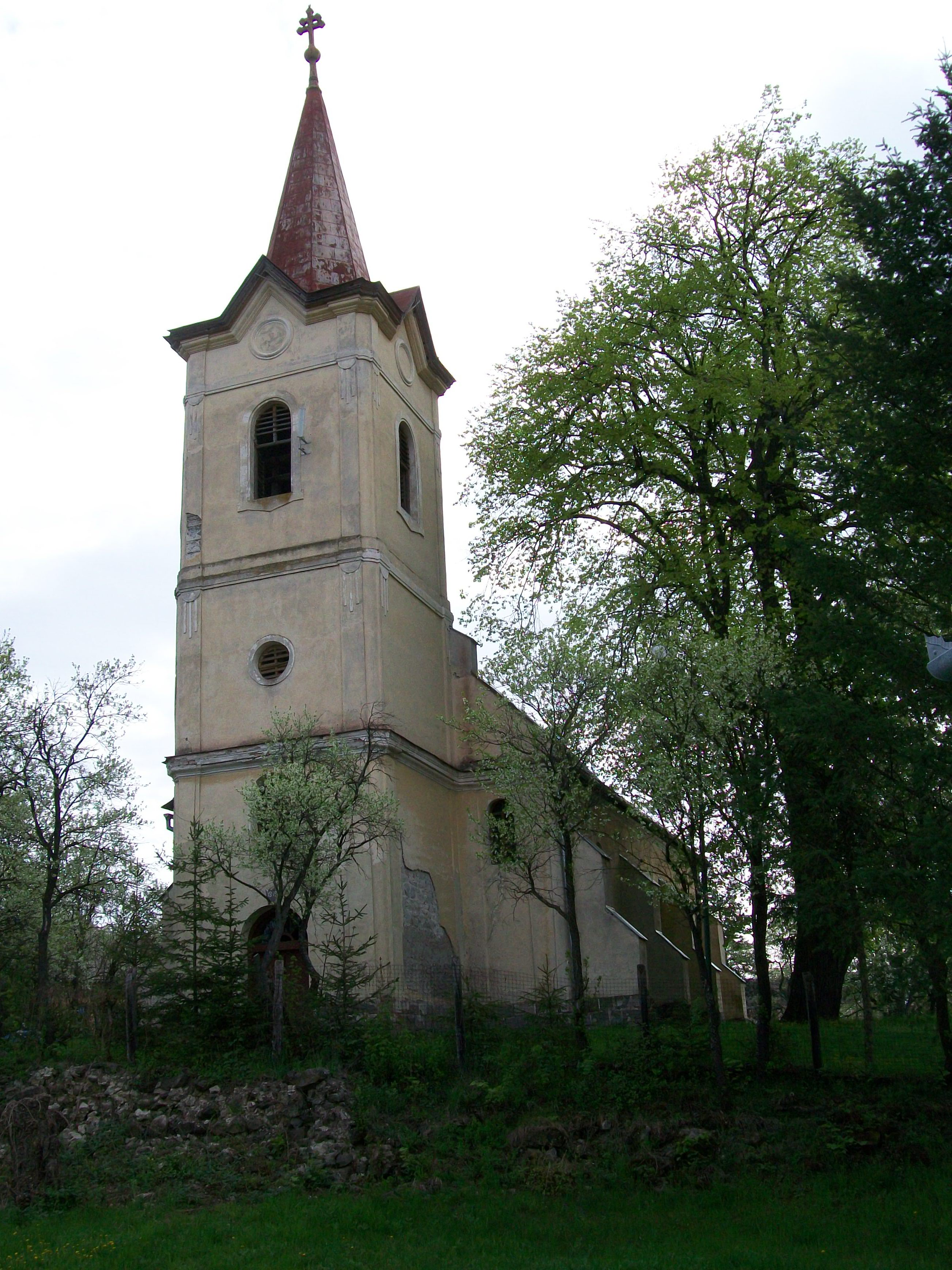
Evangelische Kirche

Ergebnisse nach der Volkszählung 2001 (286 Einwohner):
| Nach Ethnie: - 98,60 % Slowaken - 0,70 % Magyaren - 0,35 % Ukrainer | Nach Konfession: - 47,55 % evangelisch - 42,66 % römisch-katholisch - 5,24 % konfessionslos |

## Sehenswürdigkeiten
- evangelische Kirche im gotischen Stil, ursprünglich im 14. Jahrhundert gebaut und im 17. Jahrhundert neu gestaltet. Sehenswert sind vor allem mittelalterliche Fresken, die gegen 1385 entstanden.
- Landsitz im klassizistischen Stil aus dem 19. Jahrhundert